# 亨利·钱德勒·考尔斯

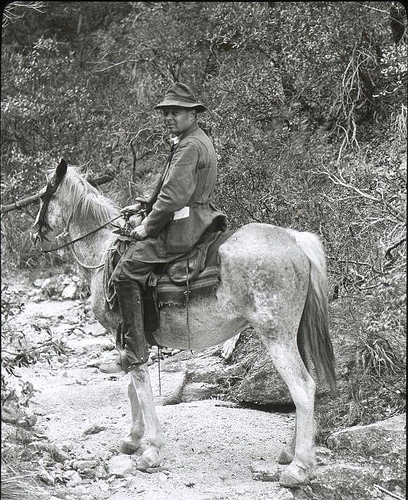
1913年考尔斯在亚利桑那州圣卡特林那山

亨利·钱德勒·考尔斯（1869年2月27日—1939年9月12日）是一位美国植物学家和生态学先驱，芝加哥大学教授，知名于对印第安纳州西北部的印第安納沙丘國家公園群落演替的研究。